# موتور جریان مستقیم

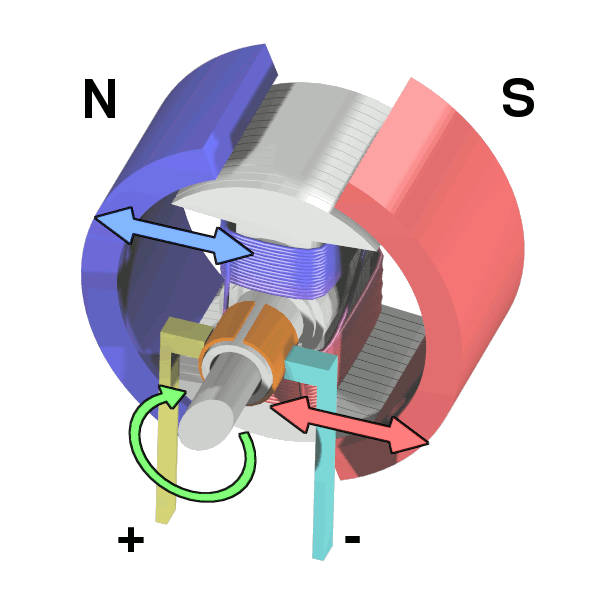
ساختمان موتور الکتریکی DC با جاروبک، روتور دو قطبی و استاتور با آهنربای دائمی. حروف N و S نشان دهنده برآیند نیروی مغناطیسی حاصل از آهنرباهای دائمی است.
علائم + و - نشانگر جریانی است که به کموتاتور اعمال می‌شود که وظیفه تغذیه سیم‌پیچ‌های روتور را بر عهده دارد. همچنین فلش سبز رنگ جهت چرخش روتور را نمایش می‌دهد.

موتور جریان مستقیم (Direct current or DC motor)، موتور الکتریکی است که با جریان مستقیم کار می‌کند. این موتور، انرژی الکتریکیِ جریان مستقیم را به انرژی مکانیکی تبدیل می‌کند. 
همه موتورهای جریان مستقیم به یک مکانیسم داخلی (مکانیکی یا الکترونیکی) برای تغییر مداوم جهت جریان در آرمِیچر موتور نیاز دارند. به این مکانیسم، کوموتاسیون می‌گویند. 
اکثر موتورهای DC حرکت چرخشی دارند، به جز موتورهای خطی که حرکت خطی دارند (نمی‌چرخند).
موتورهای DC دارای گشتاور راه‌اندازی بالا و قابل تغییر هستند و کاربرد بسیاری در صنعت دارند. سرعت موتور DC با روش‌های مختلفی قابل کنترل است؛ از جمله با تغییر ولتاژ تغذیه‌  (مثلاً به روش PWM)، یا تغییر جریان سیم‌پیچ‌های موتور.
موتورهای DC با ابعاد کوچک در ابزارآلات برقی و لوازم برقی خانگی (به شکل موتور یونیورسال)، اسباب‌بازی‌ها ...، و با ابعاد بزرگ در آسانسورها، خودروهای الکتریکی، بالابرها و در کارخانه‌های نَوَرد لوله و فولاد استفاده می‌شوند. همچنین این موتورها در کاربردهای صنعتی که به کنترل دقیق سرعت و گشتاور نیاز دارند، استفاده‌های فراوان دارند.

## موتورهای الکترومغناطیسی

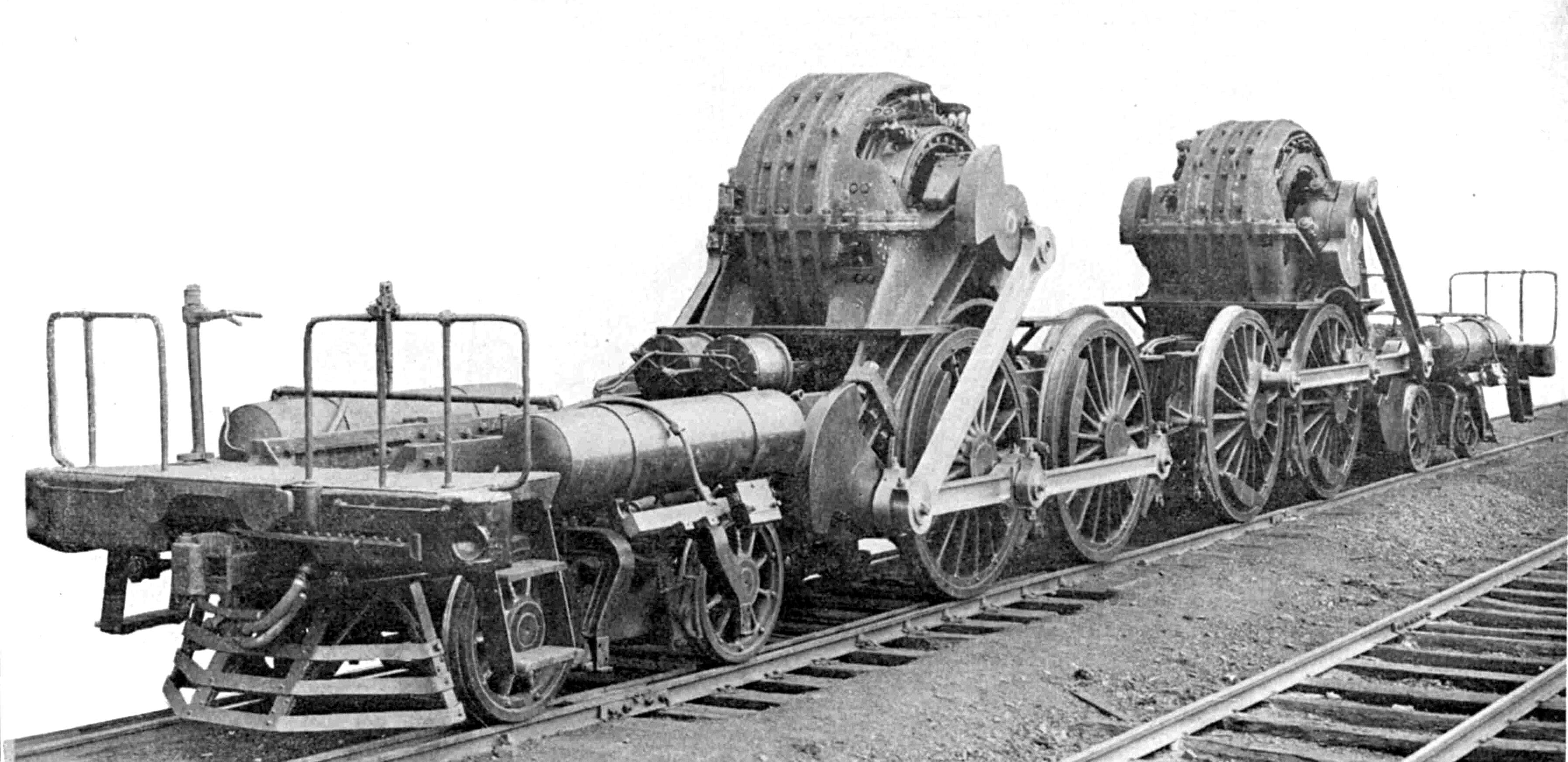
خطوط ریلی پنسیلوانیا، لوکوموتیوی که با استفاده از جریان مستقیم دائمی که به واسطه ریل سوم کوپل شده موتورهای خود را تغذیه می‌کند. استفاده از این نوع لوکوموتیو به خاطر ممنوعیت ورود نوع بخاری این دستگاه‌ها به ناحیه شهری نیویورک بود.
(سقف اتاقک این لوکوموتیو برداشته شده‌است)

در اطراف سیم‌پیچی که از آن‌ جریان الکتریکی می‌گذرد، میدان مغناطیسی تولید می‌شود. جهت و شدت این میدان مغناطیسی بستگی به جریانی دارد که از سیم‌پیچ‌ عبور می‌کند.
ساده‌ترین موتور DC از یک آهنربای ثابت در استاتور و یک آرمیچر با یک یا چند سیم‌پیچ با سیم‌های عایقی که دور یک هسته آهنی (که برای متمرکز کردن میدان مغناطیسی استفاده می‌شود) پیچیده‌شده‌اند، تشکیل می‌شود. سیم‌پیچ‌ها معمولاً چندین دور به محور هسته تابانده شده و در موتورهای بزرگتر می‌توان از مسیرهای جریانی موازی زیادی استفاده کرد. انتهای همهٔ سیم‌ها به کموتاتور متصل شده‌است. کموتاتور به هرکدام از سیم‌پیچ‌های آرمیچر اجازه می‌دهد تا با عبور جریان تحریک شوند و با گردش آرمیچر قسمت‌های مختلف سیم‌پیچ آرمیچر توسط منابع تغذیه خارجی از طریق گذر از جاروبک تحریک می‌شوند. موتور DC بدون جاروبک، نیاز به مدارهای الکترونیکی دارند که جریان مستقیم را در هر سیم‌پیچ قطع و وصل کند.
جریان سیم‌پیچ‌ها و نیز قطر و تعداد دور آنها، قدرت میدان الکترومغناطیسی تولیدشده را تعیین می‌کند.
با عبور جریان از سیم‌پیچ‌ها، میدان مغناطیسی تولید می‌شود. اَندَرکُنش این میدان با میدانی که در استاتور توسط آهنربای (دائم یا الکترومغناطیسی) تولیدشده، باعث نیرویی در آرمیچر می‌شود که آن را می‌چرخاند (تولید گشتاور). البته برای تداوم چرخش آرمیچر، جهت جریان مستقیم در سیم‌پیچ آن می‌بایست در بازه‌های زمانی منظم (مثلاً هر نیم دور)، معکوس شود (کموتاسیون).
در سطوح بالاتر قدرت، موتور DC غالباً از هوا برای خنک کردن موتور استفاده می‌کنند.
آرایش و تعداد میدان‌های استاتور و روتور و طریقهٔ اتصال آن‌ها به یکدیگر نقش تعیین‌کننده‌ای در میزان سرعت و گشتاور موتور دارد. سرعت این نوع ماشین‌ها می‌تواند با تغییر ولتاژ آرمیچر تنظیم شود. همچنین با افزودن مقاومت متغیر در مدار آرمیچر می‌توان سرعت را کنترل کرد. در موتور DC مدرن غالباً با استفاده از مدار الکترونیک قدرت سطح ولتاژ را با قطع و وصل‌ جریان به سیکل‌های خاموش و روشن کاهش می‌دهند که تأثیر بسزایی در کنترل سرعت دارد.
از زمانی که موتور DC ابداع شدند به دلیل گشتاور زیاد آن‌ها در سرعت پایین، در کِشنده‌های لوکوموتیوهای الکتریکی و قطارها استفاده می‌شدند. موتور DC پای ثابت دستگاه‌های کشنده و لوکوموتیوهای الکتریکی و دیزل-الکتریکی، قطار و … برای سال‌های متمادی بودند. 
آغاز استفاده از موتور DC و شبکه‌های الکتریکی برای تغذیه ماشین‌های الکتریکی در سال ۱۸۷۰ میلادی باعث انقلاب دوم صنعتی شد. موتور DC می‌تواند به صورت مستقیم با باتری قابل شارژ مورد استفاده قرار گیرد که این سیستم امروزه در خودروهای هیبریدی و الکتریکی استفاده می‌شود.
اگر نیروی خارجی به موتور DC اعمال شود، موتور مانند یک ژنراتور DC عمل می‌کند. این ویژگی منحصر به فرد در خودروهای هیبریدی برای شارژ باتری‌ها استفاده می‌شود و در قطارهای برقی شهری برق تولید شده بر اثر این ویژگی و کاهش سرعت قطار به شبکه برق بازگردانده می‌شود تا توسط سایر دستگاه‌ها استفاده شود. در لوکوموتیوهای دیزلی-الکتریکی موقع ترمز از موتور DC به عنوان ژنراتور استفاده می‌شود تا به ترمز کردن کمک کنند و انرژی برق تولیدشده در این عملیات به باکس‌های مقاومتی فرستاده‌می‌شود تا در آنجا تلف شود. در طراحی‌های جدید به جای بسته‌های مقاومت از بسته‌های بزرگ باتری استفاده شده تا مقداری از این انرژی به جای تلف‌شدن ذخیره شود.

ماشین الکتریکی جاروبک‌دار با استفاده از منبع تغذیه جریان مستقیم و کموتاسیون داخلی در حال چرخش است. آهنرباهای دائمی، میدان مغناطیسی استاتور را تشکیل می‌دهند. گشتاور بر اساس این اصل که "به هر سیم حامل جریان در داخل میدان مغناطیسی نیرو وارد می‌شود" (نیروی لورنتس) تولید می‌شود. شدت اثر نیروی لورنتس (پیکان سبز رنگ) و همچنین گشتاور، تابعی از زاویه روتور است که منجر به پدیده‌ای به نام ریپل گشتاور می‌شود.
از آنجایی که این موتور دو قطبی است، کموتاتور از یک حلقه تقسیم‌کننده دو تکه تشکیل شده که بعد از هر ۱۸۰ درجه گردش (نیم دور) جهت جریان را معکوس می‌کند.

## موتور DC جاروبک‌دار
موتور DC جاروبک‌دار، برای تولید میدان مغناطیسی گردان، نیاز به کموتاسیون دارد. مزایای استفاده از موتور DC جاروبک‌دار شامل هزینه اولیه پایین، قابلیت اطمینان بالا و سادگی کنترل سرعت موتور است. معایب آن عبارتست از تعمیر و نگهداری زیاد، و طول عمر کم در مواردی است که به صورت مداوم از آن استفاده شود. تعمیرات شامل تغییر زغال کربنی جاروبک‌ها همراه با سیم متصل به آن که وظیفه انتقال انرژی را به عهده دارد و در بعضی موارد تعویض کموتاتور. این قطعات برای انتقال انرژی الکتریکی از منابع تغذیه به سیم‌پیچ‌های روتور است.

## موتور DC بدون جاروبک (براش‌لِس، Brushless)
عموماً موتور DC بدون جاروبک‌ دارای یک یا چند آهنربای دائم در داخل روتور است، و آهنرباهای الکتریکی در استاتور قرار گرفته‌اند. کنترلر موتور، جریان DC را به متناوب (پالس) تبدیل می‌کند. طراحی این مدل از لحاظ مکانیکی بسیار ساده‌تر از مدل جاروبک‌دار است زیرا دردسرهای انتقال و رساندن انرژی الکتریکی به یک قطعه متحرک دورانی را ندارد.
کنترل‌گر موتور می‌تواند موقعیت روتور را با کمک سنسورها یا قطعات مشابه اثر هال تشخیص داده و دقیقاً زمانبندی و فاز و غیره را کنترل کند و باعث افزایش گشتاور، صرفه جویی انرژی، تنظیم سرعت و حتی گاهی ترمز بشود. مزایای موتورهای بدون جاروبک عمر طولانی آن، تعمیرات نادر یا بدون تعمیرات، صرفه جویی بسیار زیاد. معایب آن شامل هزینه اولیه بالا، پیچیدگی و دردسر زیاد در کنترل‌گرهای سرعت موتور. در بعضی موارد موتورهای بدون جاروبک به موتورهای سنکرون ترجیح داده می‌شوند چرا که به دستگاه و منبع خارجی دیگری برای سنکرون شدن نیاز ندارند.

## کموتاسیون
از آنجایی‌که موتور DC با جریان مستقیم تغذیه می‌شود، برای چرخش مداوم آرمیچر آن، جهت جریان DC واردشونده به آرمیچر باید به‌طور مداوم و منظم عوض شود. این کار با کُموتاتور انجام می‌شود.

## نیروی محرکهٔ تولیدشده در آرمیچر
میانگین ولتاژ تولیدشده در یک پیچک با تعداد دور {\displaystyle N_{C}} از رابطهٔ زیر به دست می‌آید:
که در آن {\displaystyle p} تعداد قطب، {\displaystyle \phi } شار میدان مغناطیسی استاتور و {\displaystyle n} سرعت چرخش روتور است.
اگر {\displaystyle C}تعداد کل پیچک‌های آرمیچر، و {\displaystyle a} تعداد مسیرهای موازی بین جاروبک‌ها باشد، تعداد پیچک‌های سری بین جاروبک‌ها {\displaystyle C/a} می‌شود و با احتساب {\displaystyle Z} به عنوان هادی‌های موجود در آرمیچر، نیروی محرکهٔ آرمیچر این‌گونه محاسبه می‌شود:
{\displaystyle E_{A}={\frac {2CN_{C}}{a}}pn\phi ={\frac {Zpn\phi }{a}}}
با محاسبه ضریب سیم‌پیچی {\displaystyle k_{w}}، که برای ماشین‌های DC معمولاً تنها از ضریب توزیع {\displaystyle k_{d}} تشکیل شده‌است، نیروی محرکۀ الکتریکی القایی آرمیچر بدین‌گونه خواهد بود:
{\displaystyle E_{A}={\frac {Zpn\phi k_{w}}{a}}={\frac {Zp}{2\pi a}}\phi \omega }
در این رابطه، {\displaystyle \omega } سرعت چرخش روتور است.

## گشتاور ماشین جریان مستقیم
با توجه به برابری توان‌های تبدیل‌شده (الکتریکی به مکانیکی)، با احتساب شرایط ایدئال تبدیل توان، و با توجه به اینکه مقادیر {\displaystyle Z}،{\displaystyle p} و {\displaystyle a} برای ماشین ثابت است، گشتاور {\displaystyle \tau } رابطه‌ای مستقیم با {\displaystyle I_{a}} و {\displaystyle \phi } دارد: {\displaystyle \tau =k\phi I_{a}}که در آن {\displaystyle k} ثابت است.

## تحریک آرمیچر
موتور جریان مستقیم، به جز مواردی که از مغناطیس دائم در استاتور خود استفاده می‌کند، به یک سیم‌پیچ تحریک که جریان مستقیم از آن عبور می‌کند، احتیاج دارد. به این سیم‌پیچ، سیم‌پیچ میدان گفته می‌شود.

### تحریک جداگانه
پیچک تحریک جداگانه که از صدها دور سیم نازک تشکیل شده، به منبع خارجی یا جداگانه‌ای از آرمیچر متصل است و ولتاژ آن منبع هیچ‌گونه وابستگی با ولتاژ آرمیچر ندارد.

### تحریک خودی
تحریک سیم‌پیچ میدان به وسیلهٔ آرمیچر ماشین را تحریک خودی می‌نامند. در این ماشین قطب‌های میدان باید پس‌ماند مغناطیسی داشته باشند تا هنگام چرخش آرمیچر ولتاژ پس‌ماندی در جاروبک‌ها تولید شود.
1. تحریک سری: سیم‌پیچ میدان در این نوع ماشین از سیم‌های ضخیم با دور اندک (مقاومت کم) تشکیل شده که به‌طور سری به آرمیچر متصل شده‌است و جریان میدان سری به جریان آرمیچر بستگی دارد.
2. تحریک موازی (شانت): پیچک میدان از سیم‌های نازک با تعداد دور زیاد تشکیل شده که به‌طور موازی به آرمیچر متصل شده‌است.
3. تحریک کُمپُوند: شامل هر دو سیم‌پیچ تحریک سری و تحریک شنت می‌باشد، البته در مواقعی به جای تحریک شانت از تحریک جداگانه استفاده می‌شود. در صورتی که شار میدان تحریک سری در جهت شار میدان تحریک شنت باشد ماشین را کمپوند اضافی و در غیراین‌صورت به آن ماشین کمپوند نقصانی می‌گویند.

## راه‌اندازی موتور جریان مستقیم
در لحظهٔ شروع راه‌اندازی سرعت موتور صفر است و بنابرین نیروی ضد محرکه {\displaystyle E_{a}} نیز صفر می‌باشد، در نتیجه با اعمال ولتاژ پایانه {\displaystyle V_{t}} به موتور، جریان آرمیچر از رابطهٔ {\displaystyle I_{a}={\frac {V_{t}}{r_{a}}}} در ماشین‌های شانت، و {\displaystyle I_{a}={\frac {V_{t}}{r_{a}+r_{s}}}} در ماشین‌های سری و کمپوند به دست می‌آید که در این صورت جریان زیادی وارد موتور می‌شود که نتایج زیر را دربردارد:
1. جرقهٔ زدن زیان‌آور هنگام کموتاسیون
2. آسیب‌دیدن سیم‌پیچ آرمیچر و از بین رفتن عایق بر اثر گرمای بیش از اندازه
3. گشتاور راه‌اندازی بالا و شتاب سریع که به قسمت‌های متحرک ماشین آسیب می‌رساند.
4. افت زیاد ولتاژ تغذیه

بنابراین برای راه‌اندازی مناسب ماشین لازم است که جریان راه‌اندازی محدود شود. این کار با قرار دادن مقاومت بر سر مدار آرمیچر انجام می‌شود. البته این مقاومت باید به تدریج از مدار برداشته شود، زیرا در هنگام کار عادی ماشین باعث کاهش سرعت ماشین و تلف انرژی و در نتیجه کاهش بازدهی ماشین می‌شود.
از انواع راه‌اندازهای سری می‌توان راه‌اندازهای سه‌سر، راه‌اندازهای چهارسر و راه‌اندازهای اتوماتیک را نام برد.

### چگونگی راه‌اندازی موتور
راه‌اندازی موتورهای جریان مستقیم با قراردادن مقاومت در مدار  آرمیچر انجام می‌گیرد که این مقاومت خود از مقاومت‌های کوچک‌تری که هر کدام در بخش مجزایی هستند تشکیل می‌شود و هر کدام از این اجزا به تدریج در هنگام راه‌اندازی از مدار ماشین خارج می‌شود تا مقاومت موجود در مدار آرمیچر تنها مقاومت آرمیچر یا مقاومت سیم‌پیچ سری باشد.

### طراحی راه‌انداز
مقاومت راه‌انداز بین دکمه‌های مختلف یک راه‌انداز به قسمت‌های نامساوی تقسیم می‌شود تا از ضربات غیرعادی جریان به خصوص در آخرین دکمهٔ اتصالی جلوگیری شود. در این فرایند جریان ماکزیمم آرمیچر {\displaystyle I_{a1}} باید به گونه‌ای باشد تا کموتاسیون خوب به وجود بیاید (جرقه‌های خطرناک هنگام کموتاسیون رخ ندهد).

## تلفات
تلفات ماشین‌های الکتریکی جریان مستقیم dc را می‌توان چنین تقسیم‌بندی نمود:
1. تلفات مکانیکی یا اصطکاکی
2. تلفات آهنی یا تلفات هسته
3. تلفات مسی

تلفات مکانیکی به‌علت اصطکاک محور ماشین در یاتاقان‌ها و اصطکاک جاروبک‌ها با کلکتور و مقاومت هوا به وجود می‌آید. این تلفات برای ماشین مشخصی، تابع دور محور ماشین می‌باشد و آن را با Pmech نمایش می‌دهند.
تلفات هسته از تلفات هیسترزیس و تلفات ناشی از جریانهای گردابی در هستهٔ آرمیچر تشکیل می‌شود و آن را با PFe نشان می‌دهند. مقدار این تلفات برای ماشین مشخص، تابع دور محور و مقدار ولتاژ القایی EA است. تلفات مسی یا تلفات ژولی ماشین‌های dc در اثر عبور جریان از سیم‌پیچ تحریک آرمیچر و دیگر سیم‌پیچ‌های موجود در ماشین از قبیل سیم‌پیچ‌های جبرانگر و قطب‌های کمکی و همچنین جاروبک‌ها به وجود می‌آید.
مجموع تلفات آهنی و مکانیکی از بی‌باری تا بار کامل تغییر چندانی ندارد.